# Umflătură
Umflătura (Benthophilus stellatus) este un pește mic dulcicol, din familia gobiide, care trăiește în ape dulci și în limanuri salmastre pe funduri de nămol, amestecat cu nisip. Relict ponto-caspic. Este răspândit în limanurile și regiunile salmastre ale Mării Negre, Mării de Azov și Mării Caspice; intră și în fluvii (Dunăre, Nistru, Nipru, Bug, Don). În România, este semnalat în lacul Brateș, Razelm, Balta Crapina, Jijila; întâlnit și în Dunăre, la Oltenița, la vărsarea Argeșului și la gura brațului Sf. Gheorghe.